# Udenrigsminister
En udenrigsminister er den minister, der har ansvaret for sit lands udenrigspolitik, dvs. sit lands forhold til andre lande.
Forskellige lande organiserer deres udenrigstjenester på forskellig vis. Danmark har traditionelt ét ministerium med hovedansvar for udenrigsforhold, Udenrigsministeriet.